# Gøtugjógv
Gøtugjógv er en bygd på Færøerne, beliggende på det nordøstlige Eysturoy, mlelem bygderne Syðrugøta og Norðragøta. Bygden Gøtugjógv har fra gammel tid været samligssted også for de andre to Gøta bygder Norðragøta og Syðrugøta. Bygden er en del af Eysturkommuna. Stedet har navn efter en gjógv (bjergkløft).
Gøtugjógv huser Eystur kommunas administrationslokaler "í Brimborg", hvor blandt andet den gamle handelsbutik "hjá Haldur" og posthuset har været. Bygningen benyttes også til kultur og forsamlingshus.
I dag går alle elever fra Eysturkommuna fra 4. til 7. klasse på skolen ved Gøtugjógv.
På en skråning over over bygden ligger den lille plantage "Viðarlund við Gøtugjógv", der i modsætning til de fleste andre plantager på Færøerne hovedsageligt består af ahorn og en mindre del af gran. Som det er almindeligt på Færøerne, er den indhegnet for at beskytte den mod de fritgående får.
På skolens udvendige endevæg ses et 1,8 × 4 m stort bronzerelief "Tróndur gamli" Det refererer til Viking høvdingen Tróndur í Gøtu og blev designet i 1974 af billedhuggeren Janus Kamban.

## Historie
En bondesøn fra Syðrugøta flyttede til stedt i 1600-tallet, og omkring år 1800 blev gården delt i to gårde. Senere bosatte flere sig på stedet. I 1852 blev bygget en bro over kløften, blev Gøtugjógv det mest centrale sted i de tre Gøta-bygder.
Studentaskúlin "í Eysturoynni" havde fra 1980 til 1989 lokaler i de gamle skolebygninger, men flyttede til Kambsdalur i 1989.

## Kirken
Den nye Gøtu kirkja, der har 270 siddepladser, blev bygget på grund af, at den gamle kirke i Norðragøta Gøtu kirkja var blevet for lille. Den nye kirke blev indviet den 25. juni 1995 af biskop Hans Jacob Joensen under overværelse af Dronning Margrethe II og de nordiske biskopper. Tróndur Patursson har stået for den kunstneriske udsmykning og bl.a. lavet
altertavlen i glasmosaik.

## Galleri
- Gøtu kirkja
- Gøtu kirkja
- Gøtu kirkja
- bronzereliefet "Tróndur gamli"